# Pan African Air Services
Pan African Air Services war eine im westafrikanischen Sierra Leone registrierte Fluggesellschaft. Sie wurde 2005 gegründet und stellte den Betrieb 2006 wieder ein.